# Sumire 16 sai!!
Sumire 16 sai!! (スミレ16歳!! n.đ. "Sumire 16-tuổi!!") là tuyển tập manga được viết và minh họa bởi Takeru Nagayoshi. Bộ truyện tranh đầu tiên có tựa đề Sumire 17 sai!! gồm hai tập, được đăng dài kỳ trên các tạp chí shōnen manga của Kodansha là Weekly Shōnen Magazine và Magazine Special kể từ tháng 3 năm 2005 đến tháng 3 năm 2006. Nagayoshi quyết định đặt lại khung thời gian của câu chuyện sớm hơn một năm và viết lại cốt truyện từ đầu. Sumire 16 sai!! ra mắt và được đăng trên cùng tạp chí kể từ tháng 5 năm 2006 đến tháng 1 năm 2009, gom lại trong 5 tập tankōbon. Một phiên bản phim truyền hình dài 12 tập được chiếu trên mạng truyền hình BS Fuji kể từ tháng 1 đến tháng 6 năm 2008.

## Tóm tắt
Bộ truyện khắc họa chuỗi ngày tháng học đường của cô gái sôi động Yotsuya Sumire 16 tuổi. Nhưng Sumire không phải là một cô gái bình thường mà là một con rối kích thước người thật được điều khiển bởi một người đàn ông trong bộ trang phục màu đen, lồng giọng thông qua nghệ thuật nói tiếng bụng. Sumire hành động như thể cô ấy không biết bản thân là một con rối cũng như sự tồn tại của người đang điều khiển mình. Mặc dù những người khác đều biết nhưng dần dần quen với việc đó và hành động như thể Sumire là một cô gái bình thường, đặc biệt là nhóm bạn thân ba người của cô ấy.

## Nhân vật
Sumire Yotsuya (四谷スミレ Yotsuya Sumire)
Đóng bởi Mizusawa Nako
Một con rối kích thước người thật, được thiết kế với hình dáng của một cô gái 16 tuổi, có đủ các khớp nối trên cơ thể để có thể thực hiện hầu hết mọi chuyển động. Con rối có một cái lỗ hình chữ nhật trên lưng dành cho người điều khiển đặt tay vào để điều khiển\ các cảm xúc trên gương mặt.
Nhân vật do Sumire thể hiện là một nữ sinh được cho là bình thường. Sumire phủ nhận việc bản thân là một con rối hay việc có người điều khiển cho dù được hỏi. Sumire gặp khó khăn trong việc kết bạn do hoàn cảnh đặc biệt, nhưng với ý chí mạnh mẽ của mình cô đã chiến thắng nhiều người. Sumire cũng có một phiên bản học sinh tiểu học với kích thước nhỏ hơn với hình dáng tương tự. Sumire bắt đầu tham gia vào đầu năm học cao trung, trải qua ba năm học, cô đột nhiên biến mất sau khi tốt nghiệp. Sau này vô tình gặp lại, khi bị những người bạn gặng hỏi, dù cô phản ứng như thể không quen biết họ, nhưng người đàn ông đã khóc trong hạnh phúc. Đôi khi vẻ ngoài của Sumire mềm mại và có ít dấu hiệu cho thấy cô là một con rối. Trong manga, điều này được thể hiện bằng việc vẽ ít khớp hơn; còn trên phim truyền hình thì hình dạng con rối được thay thế bằng nữ diễn viên.
Ông lão (おやじ Oyaji)
Đóng bởi Takuma Otoo
Người điều khiển Sumire, một người đàn ông trung niên nhưng thường bị mọi người gọi là ông lão, ông mặc bộ trang phục màu đen gần như toàn thân, tương tự những nghệ sĩ múa rối hay các nhân viên phụ diễn ẩn mình trong bóng tối trên sân khấu. Trong một số trường hợp, ông bị tấn công bởi những người không quen biết Sumire, tuy nhiên tác động của những cuộc tấn công lên ông ấy bị Sumire phớt lờ, thay vào đó cô thường coi chúng là những đòn tấn công bị trượt. Tất cả mọi người đều thừa nhận sự tồn tại của người đàn ông ngoại trừ Sumire và có vẻ ngay cả hiệu trưởng của trường. Các giáo viên trong trường cố gắng phớt lờ ông ấy do sợ bị hiệu trưởng sa thải vì nói xấu học sinh. Trong manga, người đàn ông không tự mình nói chuyện mà thông qua Sumire bằng cách sử dụng tiếng bụng. Trên phiên bản phim truyền hình thi thoảng có cảnh ông ấy nói đồng thanh với Sumire.

## Truyền thông

### Manga
Được viết và vẽ minh họa bởi Takeru Nagayoshi, tuyển tập manga đầu tiên có tên Sumire 17 sai!! (スミレ 17歳!! Sumire 17 sai!!, n.đ. "Sumire 17-tuổi!!") được đăng dài kỳ trên các tạp chí shōnen manga của Kodansha là Weekly Shōnen Magazine và Magazine Special kể từ ngày 23 tháng 3 năm 2005 đến ngày 20 tháng 3 năm 2006. Kodansha gom các phần nhỏ thành hai tập tankōbon phát hành từ ngày 16 tháng 2 đến 16 tháng 6 năm 2006.
Nagayoshi quyết định đặt lại khung thời gian của câu chuyện sớm hơn một năm và viết lại cốt truyện từ đầu. Sumire 16 sai!! được đăng dài kỳ trên tạp chí Weekly Shōnen Magazine và Magazine Special từ ngày 10 tháng 5 năm 2006 đến ngày 20 tháng 1 năm 2009. Kodanshagom các phần truyện thành hai tập tankōbon, phát hành từ 15 tháng 9 năm 2006 đến 17 tháng 2 năm 2009.

### Phim truyền hình
Một tuyển tập phim truyền hình chuyển thể 12 tập phát sóng trên mạng lưới truyền hình BS Fuji từ ngày 13 tháng 4 đến 29 tháng 6 năm 2008. "Ceramic Girl" (セラミックガール Seramikku Gāru) là bài hát chủ đề của bộ phim do Perfume thể hiện.